# Христо Кесяков
Христо Цоков (Цанчов) Кесяков е български правист, общественик и преводач. Брат е на Иван и Мария Кесякови.

## Биография
Роден е в Копривщица. Учи в Пловдив и Одрин в Българската католическа гимназия. През 1889 г. завършва право в Лвов, тогава в Полша. Доктор е по право.
Работи като съдия последователно в Софийския окръжен съд през 1889 г. и в Апелативния съд. Избиран е и за кмет на Копривщица (1903 – 1907 и 1912 – 1915).
Кесяков превежда от полски Юлиуш Словацки, Адам Мицкевич, Адам Асник и други. Сътрудничи на редица вестници и списания. Автор е на изследването „Заселване на Копривщица“, включено и издадено под съставителството на Евтимий Сапунджиев в „Юбилеен сборник по миналото на Копривщица“ по случай 50 години от Априлското въстание през 1926 година. Умира в Пловдив.

## Дарителство
През 1932 г. с писмо е предадено завещанието на Христо Кесяков до председателя на Българската академия на науките, с което д-р Иван Кесяков, по онова време член на Управителния съвет на БЧК съобщава волята на брат си Христо и сестра им Мария Кесякова да бъде образуван дарителски фонд „Кесяков“. По волята на тримата дарители приходите трябва да отиват, за да се учредят награди за трудове с историческа тематика на български и полски език, които спомагат за опознаването на народите, както и за трудове, посветени на дейността на писателя Михаил Чайковски. Първата награда, връчена от фонда, е на Анастасия Ганчева-Зографова през 1934 г. за превода и на произведението „Иридион“ от Зигмунт Крашински от полски на български език.
Иван Кесяков и Мария Кесякова, в памет на своите родители Рада и хаджи Цанчо Кесякови и на братята си Славчо и Христо Кесякови, завещават на училищно настоятелство в родния им град собствената си къща там. Къщата трябва да бъде обзаведена и използвана като пансион за нуждите на гимназията в града. През лятото от 15 юли до 5 септември в пансиона се урежда лятна колония за деца с цел Копривщица да се нареди сред най-търсените летовища в България. За реализацията на проекта се грижи ръководството на фондацията „Х. Ненчо Палавеев“.